# Betty Stöveová
Betty Stöveová (* 24. června 1945, Rotterdam, Nizozemsko) je bývalá nizozemská profesionální tenistka. Za své kariéry dosáhla nejlepších výsledků ve čtyřhře a mixu (smíšené čtyřhře). Ve dvouhře byla ve finále Wimbledonu a semifinále US Open. Ve čtyřhře pak vyhrála 6 Grand Slamů (French Open 1972, 1979/ Wimbledon 1972/US Open 1972, 1977, 1979) a v mixu 4 grandslamové tituly (Wimbledon 1978, 1981/US Open 1977, 1978).
Celkově dosáhla na jediný titul WTA ve dvouhře v roce 1976 v Tokiu; v dalších 14 byla ve finále. Ve čtyřhře dokázala vyhrát 75 titulů a v dalších 62 byla ve finále. V mixu zvítězila na 4 turnajích a v dalších 9 byla ve finále.
V 60. letech jí donutila dysfunkce štítné žlázy přerušit na 18 měsíců profesionální kariéru. Přestože Stöveové nebyly dávány velké naděje, že se vrátí na tenisové kurty, tak tuto krizi zvládla a v následujících sezónách docílila svých nejlepších výsledků. V roce 1977 se probojovala ve Wimbledonu do všech tří finále (dvouhra, čtyřhra/spoluhráčka: Martina Navrátilová, mix), ale pokaždé odešla poražena. Stala se druhou prezidentkou ženské profesní organizace WTA (celkově jí byla třikrát). V letech 1980–1990 byla trenérkou československé tenistky Hany Mandlíkové.
Po Betty Stöveové se pojmenovala nizozemská rocková skupina Bettie Serveert (Bettyino podání).